# 韦斯特洛 (纽约州)
韦斯特洛（英語：Westerlo）是位于美国纽约州奥尔巴尼县的一个镇，地处奥尔巴尼西南、奥尔巴尼县的南部。2010年美国人口普查时，该镇有3361人。其名称来源于奥尔巴尼荷兰归正会的埃拉尔多斯·韦斯特洛神父。